# Cybaeolus
Cybaeolus is een geslacht van spinnen uit de  familie van de Hahniidae (kamstaartjes).

## Soorten
- Cybaeolus delfini (Simon, 1904)
- Cybaeolus pusillus Simon, 1884
- Cybaeolus rastellus (Roth, 1967)